# Paradromia
Paradromia is een geslacht van kreeftachtigen uit de klasse van de Malacostraca (hogere kreeftachtigen).

## Soorten
- Paradromia japonica (Henderson, 1888)
- Paradromia sheni (Dai, Yang, Song & Chen, 1981)